# Puck (Glee)
Noah "Puck" Puckerman là một nhân vật tưởng tượng xuất hiện trong bộ phim truyền hình bi-hài-nhạc kịch của kênh Fox, Glee. Nhân vật này được thủ vai bởi nam diễn viên Mark Salling, và anh đã xuất hiện trong Glee từ tập phim đầu tiên, phát sóng vào ngày 19 tháng 5 năm 2009. Puck được sáng tạo bởi Ryan Murphy, Brad Falchuk và Ian Brennan. Trong phim, anh là bạn thân của Finn và là một thành viên của đội bóng bầu dục cũng như đội hát của trường Trung học William McKinley tại Lima, Ohio.

## Cốt truyện

### Mùa 1
Puck lần đầu trong phim được biết đến là một cầu thủ bóng bầu dục và là người hay bắt nạt các học sinh khác tại trường Trung học William McKinley; anh thường ném những học sinh này vào thùng rác hay tạt nước đá dầm vào mặt của họ. Sau đó, anh đã tiết lộ rằng mình là người theo Đạo Do Thái. Bạn thân của anh là tiền vệ bầu dục Finn Hudson (Cory Monteith). Đồng thời, anh còn kiếm tiền bằng cách dọn hồ bơi và đồng thời quyến rũ những khách hàng nữ lớn tuổi. Anh đồng thời còn làm tình với một vài học sinh nữ, cùng mối quan hệ phức tạp với cổ động viên trong trường, Santana Lopez (Naya Rivera), họ cuối cùng cũng đã chia tay vào giữa mùa hai. Puck ban đầu cư xử khá đồng bóng và thường xuyên bắt nạt Finn khi anh tham gia vào nhóm hát New Directions. Tuy nhiên, anh cũng đã đổi ý định và tham gia vào đội hát a cappella nam, một phần của nhóm hát New Directions, đội Acafellas. Nhóm được chỉ đạo bởi thầy giáo tiếng Tây Ban Nha Will Schuester (Matthew Morrison) và anh chỉ tham gia nhóm với hi vọng thuyết phục mẹ của mình tại buổi mít-tinh Hội Nhà giáo và Phụ huynh Học sinh.
Sau đó, bạn gái của Finn, Quinn Fabray (Dianna Agron) đã mang bầu và nói dối Finn rằng đây chính là đứa con của anh, Puck đã nhận ra rằng anh mới chính là cha thật của đứa trẻ và anh thường ủng hộ Quinn. Dù vậy, cô đã chia tay anh và gọi anh là "kẻ thua cuộc của Lima". Puck sau đó đã hẹn hò với ca sĩ chính của nhóm hát, Rachel Berry (Lea Michele) trong một thời gian ngắn khi mẹ của anh muốn Puck tìm một cô bạn gái Đạo Do Thái; dù vậy, cô đã từ chối và đổi lại ý kiến của mình khi Puck tỏ tình bằng ca khúc "Sweet Caroline" trước mặt nhóm hát.
Một lần khi nhóm hát tổ chức một bữa tiệc bán bánh cupcake để quyên góp mua một chiếc xe lăn mới cho Artie (Kevin McHale) có thể cùng nhóm đến cuộc thi Địa phương. Puck đã sau đó đã cho thuốc phiện vào bánh để mọi người có thể mua nhiều hơn. Anh sau đó đã lấy một khoản tiền trong buổi bán bánh đưa cho Quinn để cho cô biết được rằng anh là một người cha tốt và có thể kiếm ra tiền. Cô sau đó đã phát hiện và từ chối số tiền ấy, dù vậy, cô vẫn cảm ơn và xin lỗi vì đã gọi anh là "kẻ thua cuộc của Lima". Quinn sau đó cho anh cơ hội để chứng minh rằng anh có thể làm cha bằng cách trông ba đứa cháu trai của Terri Schuester (Jessalyn Gilsig) cùng cô. Puck đã thuyết phục được cô, nhưng Quinn sau đó đã phát hiện rằng trong khoảng thời gian đó, anh đã nhắn tin khích dục từ máy điện thoại của mình cho Santana. Anh cho rằng anh vẫn có thể là một người cha tốt, nhưng anh không thể cam kết về mối quan hệ của mình với cô vì cô thường xuyên từ chối quan hệ với anh; Quinn sau đó đã tiếp tục có ý định cũ là đưa đứa bé của mình cho Terri, người giả vờ mang bầu để có thể giữ lấy cuộc hôn nhân của mình với Will. Rachel sau đó đã phát hiện chuyện Puck mới là cha thật sự của đứa bé và đã kể cho Finn. Anh sau đó liền tấn công Puck và bỏ rơi Quinn, người sau đó cũng đã thừa nhận sự thật. Puck sau đó cũng đã an ủi Quinn và mong muốn trở lại với cô, dù vậy, cô đã tiếp tục rời bỏ anh và cho rằng cô chỉ muốn được bình yên. Khi mang bầu, cô đã từng bị đuổi ra khỏi nhà và sau đó đã cư trú tại nhà của Finn. Không lâu sau cô đã tiếp tục bị đuổi ra và đã tạm trú tại nhà của Puck.
Trong tập phim "Laryngitis", kiểu tóc Mohawk của Puck đã bị cạo đi bởi một bác sĩ, chính vì vậy, anh đã bị những học sinh trong trường xem thường và thường xuyên bị bắt nạt. Anh sau đó đã quyết định hẹn hò với thành viên của nhóm hát, Mercedes Jones, khi cô đang là một cổ động viên nổi tiếng nhằm giúp tên tuổi của mình trở lại trường. Santana khá ghen tị và đã gây gổ với Mercedes. Cuối cùng, anh và Mercedes đã chia tay khi cô từ bỏ vai trò cổ động viên của mình, nhưng Puck vẫn tiếp tục trở thành một kẻ bắt nạt như thường. Trong tập cuối mùa 1, "Journey to Regionals", Quinn đã vỡ nước ối ngay sau phần trình diễn của đội hát tại Cuộc thi Địa phương, Puck đã trong phòng đẻ cùng cô để chào đón đứa con gái của mình, người trước đó được Puck đặt tên là Beth. Khi hai người thăm con gái của mình tại phòng trẻ, anh đã nói với cô rằng anh rất yêu cô. Beth sau đó đã được nhận nuôi bởi mẹ ruột của Rachel, Shelby Corcoran (Idina Menzel), huấn luyện viên của đội "đối thủ" Vocal Adrenaline, người đã giành chiến thắng tại Cuộc thi Địa phương.

### Mùa 2
Trước khi năm học mới bắt đầu, Puck đã bị giam giữ tại trại thanh niên vì đã lái xe của mẹ mình để đâm vào một ngân hàng và lấy mất máy ATM của họ. Anh sau đó đã trở lại trong tập phim "Never Been Kissed", nhưng lại bị quản chế và anh đã phải giúp đỡ Artie để có thể hoàn thành nhiệm vụ dịch vụ cộng đồng. Anh sau đó đã kể về những ngày tháng "huy hoàng" của mình trong trại, nhưng đã thú thật với Artie về sự khó khăn và đáng sợ tại nơi đó. Puck sau đó đã phải lượm rác để hoàn thành nhiệm vụ dịch vụ cộng đồng. Trong tập phim "Special Education", anh đã giúp thầy Will tìm một thành viên mới thay thế cho Kurt (Chris Colfer), người di chuyển khỏi trường McKinley và rời nhóm New Directions. Anh đã cố gắng làm hòa với đội bóng bầu dục nhưng họ đã nhốt anh vào một nhà vệ sinh công cộng; ngày hôm sau, anh đã được cứu thoát bởi Lauren Zizes (Ashley Fink), người trở thành thành viên thứ 12 của nhóm. Puck sau đó đã làm tình với Rachel trong khi cô đang giận hờn với Finn, dù vậy, cô đã bỏ đi vì không muốn phản bội anh lần thứ hai.
Trong tập phim "Silly Love Songs", Puck đã bất ngờ "phải lòng" Lauren và đã trình diễn ca khúc "Fat Bottomed Girls" bởi nhóm Queen, nhằm thể hiện tình yêu của mình đối với kiểu người cỡ to của Lauren, nhưng cô đã sau đó đã cho rằng mình bị xúc phạm bởi ca khúc này. Santana đã không vui khi anh vui vẻ với Lauren, cô đã tát Lauren ngay trước mặt anh nhằm cảnh báo cô phải từ bỏ anh ấy; Lauren sau đó liền ném cô xung quanh trường khá điềm tĩnh, làm cô rất hoảng hốt. Nhưng Puck đã quỳ xuống cầu xin cô hẹn hò với anh. Thật bất ngờ là cô đã đồng ý và kéo anh đứng dậy. Anh sau đó đã nói với cô là anh rất thích cô chỉ vì tính hung hăng của Lauren, dù vậy, cô cho rằng mình không muốn tìm kiếm một người quá tầm thờng. Vì vậy họ chỉ vui lễ Tình Nhân "như những người bạn", nhưng anh vẫn muốn "thứ gì đó hơn bạn bè" trong tương lai của họ. Vào tập phim, "Sexy", Lauren đã nói với Puck rằng cô đã quyết định cùng anh thực hiện một bộ phim khiêu dâm để giúp cô trở nên nổi tiếng, nhưng kế hoạch này của họ đã bị phát hiện bởi giáo viên giới tính Holly Holliday (Gwyneth Paltrow) khi cô cho rằng nếu như vậy thì cả hai người sẽ đều phạm pháp luật vì đã phát tán phim khiêu dâm thiếu nhi. Trong khi sáng tác bài hát mới cho nhóm trong tập "Original Song", Puck đã viết và trình diễn ca khúc mang tên "Big Ass Heart" cho Lauren và cô đã chia sẻ rằng mình rất thích bài hát này. Tiếp đó, trong tập phim "Born This Way", Puck đã phát hiện rằng Lauren chính là một nữ hoàng sắc đẹp từ khi còn nhỏ; anh đã nói với cô rằng anh sẽ giúp đỡ cô trở thành nữ hoàng dạ vũ của năm còn anh sẽ là ông hoàng. Sau khi Quinn xúc phạm Lauren trong khi ứng cử, anh đã giúp cô đào bới những thông tin không hay của Quinn từ nhỏ nhưng lại bị "gậy ông đập lưng ông". Chính vì vậy, cả Puck và Lauren đều không thắng giải nữ và ông hoàng dạ vụ, dù vậy, họ vẫn trở thành một cặp nổi tiếng trong trường. Hai người đã tiếp tục bay đến Thành phố New York để thi Cuộc thi Thành phố, nơi họ đứng vị trí #12 trong 15 nhóm hát.

## Thực hiện
Salling cho rằng nhân vật của mình khá phức tạp khi anh "phải làm cho nhận vật tồi tệ nhưng vẫn phải được quý mến cùng một thời điểm", và nói thêm điều này rất quan trọng "để có thể tìm được sự cân bằng giữa kiêu ngạo, tự mãn và hồn nhiên, dễ thương". Salling đã phải tập luyện để tăng 20 pound (9,1 kg) trước khi quay tập đầu tiên cho Glee đề có thể phù hợp với hình ảnh một nhân vật cầu thủ bóng bầu dục trong phim. Sau đó anh đã phải giảm 30 pound (14 kg) cho một cảnh phim cần anh phải cởi áo, và được anh chia sẻ là "một trải nghiệm khắc nghiệt". Người sáng lập, Ryan Murphy khá bất ngờ khi rất nhiều người hâm mộ ủng hộ việc anh thành một cặp với Rachel. Anh mô tả nó thật "kỳ lạ và quái gở", và cho rằng khán giả sẽ ủng hộ tình cảm của Rachel và Finn hơn cặp của anh. Trong một buổi phỏng vấn, Murphy đã lên kết hoạch rằng anh sẽ cho hai nhân vật này lãng mạn hơn trong mùa tiếp theo, nhưng sẽ không được khắc họa chi tiết.